# Jezioro Starokiejkuckie
Jezioro Starokiejkuckie – jezioro w woj. warmińsko-mazurskim, w powiecie szczycieńskim, w gminie Szczytno.

## Opis
Jezioro jest hydrologicznie otwarte; w północno-wschodniej części wpływa rzeczka z jeziora Łęczek; na południu wypływa rzeczka do jeziora Wałpusz
Jezioro owalne, niewielkie, ale bardzo głębokie. Typ sielawowy (jedno z najmniejszych jezior sielawowych). Leży między jeziorami Łęczek i Wałpusz łączy je hydrologicznie. Na rzeczce płynącej do Wałpusza pozostałości starego młyna. Brzegi wysokie i pagórkowate, miejscami wręcz strome. Jezioro w całości otacza zabudowa wsi Stare Kiejkuty, lasy i tereny Jednostki Wojskowej nr 2669. Z powodu bliskości jednostki wojskowej w dużej części terenu otaczającego obowiązuje zakaz wstępu.

## Dane morfometryczne
Powierzchnia zwierciadła wody według różnych źródeł wynosi od 30,0 ha do 33,1 ha do 34 ha.
Zwierciadło wody położone jest na wysokości 147,7 m n.p.m. Średnia głębokość jeziora wynosi 11,5 m, natomiast głębokość maksymalna 30,2 m.

## Hydronimia
Według urzędowego spisu opracowanego przez Komisję Nazw Miejscowości i Obiektów Fizjograficznych (KNMiOF) nazwa tego jeziora to Jezioro Starokiejkuckie. W różnych publikacjach pojawiają się nazwy Stare Kiejkuty lub Kiejkutek.